# Kanton Marly-le-Roi
Kanton Marly-le-Roi is een voormalig kanton van het Franse departement Yvelines. Het kanton maakte deel uit van het arrondissement Saint-Germain-en-Laye. Het werd opgeheven bij decreet van 21 februari 2014 met uitwerking op 22 maart 2015.

## Gemeenten
Het kanton Marly-le-Roi omvatte de volgende gemeenten:
- Louveciennes
- Marly-le-Roi (hoofdplaats)
- Le Port-Marly